# Liste der Fahnenträger der ugandischen Mannschaften bei Olympischen Spielen
Die Liste der Fahnenträger der ugandischen Mannschaften bei Olympischen Spielen listet chronologisch alle Fahnenträger ugandischer Mannschaften bei den Eröffnungsfeiern Olympischer Spiele auf.

## Liste der Fahnenträger
| Mannschaft             | Veranstaltung | Fahnenträger (EF) | Fahnenträger (AF) |
| ---------------------- | ------------- | ----------------- | ----------------- |
| 1956 in Melbourne      | Sommerspiele  |                   |                   |
| 1960 in Rom            | Sommerspiele  |                   |                   |
| 1964 in Tokio          | Sommerspiele  |                   |                   |
| 1968 in Mexiko-Stadt   | Sommerspiele  |                   |                   |
| 1972 in München        | Sommerspiele  | John Akii-Bua     |                   |
| 1980 in Moskau         | Sommerspiele  |                   |                   |
| 1984 in Los Angeles    | Sommerspiele  | Ruth Kyalisima    |                   |
| 1988 in Seoul          | Sommerspiele  | Patrick Lihanda   |                   |
| 1992 in Barcelona      | Sommerspiele  | Fredrick Muteweta |                   |
| 1996 in Atlanta        | Sommerspiele  | Mary Musoke       |                   |
| 2000 in Sydney         | Sommerspiele  | Sunday Kizito     |                   |
| 2004 in Athen          | Sommerspiele  | Joseph Lubega     | Joseph Lubega     |
| 2008 in Peking         | Sommerspiele  | Ronald Serugo     | Edwin Ekiring     |
| 2012 in London         | Sommerspiele  | Ganzi Mugula      | Ganzi Mugula      |
| 2016 in Rio de Janeiro | Sommerspiele  | Joshua Tibatemwa  | Halimah Nakaayi   |
| 2020 in Tokio          | Sommerspiele  | Kirabo Namutebi   | Peruth Chemutai   |
| 2020 in Tokio          | Sommerspiele  | Shadiri Bwogi     | Peruth Chemutai   |
| 2024 in Paris          | Sommerspiele  | Gloria Muzito     | Kathleen Noble    |
| 2024 in Paris          | Sommerspiele  | Charles Kagimu    | Oscar Chelimo     |

Anmerkung: (EF) = Eröffnungsfeier, (AF) = Abschlussfeier

## Statistik
| Rang    | Sportart       | EF | AF | ∑  |
| ------- | -------------- | -- | -- | -- |
| 1       | Boxen          | 6  | 1  | 7  |
| 2       | Leichtathletik | 2  | 3  | 5  |
| 2       | Schwimmen      | 4  | 1  | 5  |
| 4       | Badminton      | 0  | 1  | 1  |
| 4       | Radsport       | 1  | 0  | 1  |
| 4       | Rudern         | 0  | 1  | 1  |
| 4       | Tischtennis    | 1  | 0  | 1  |
| Gesamt: | Gesamt:        | 14 | 7  | 21 |

| Rang                   | Sportart | EF | AF | ∑ |
| ---------------------- | -------- | -- | -- | - |
| bisher keine Teilnahme |          |    |    |   |
| Gesamt:                | Gesamt:  | 0  | 0  | 0 |

| Rang    | Sportart       | EF | AF | ∑  |
| ------- | -------------- | -- | -- | -- |
| 1       | Boxen          | 6  | 1  | 7  |
| 2       | Leichtathletik | 2  | 3  | 5  |
| 2       | Schwimmen      | 4  | 1  | 5  |
| 4       | Badminton      | 0  | 1  | 1  |
| 4       | Radsport       | 1  | 0  | 1  |
| 4       | Rudern         | 0  | 1  | 1  |
| 4       | Tischtennis    | 1  | 0  | 1  |
| Gesamt: | Gesamt:        | 14 | 7  | 21 |